# Monlaur-Bernet
Monlaur-Bernet is een gemeente in het Franse departement Gers (regio Occitanie) en telt 169 inwoners (2008). De plaats maakt deel uit van het arrondissement Mirande.

## Het huidige dorp
Monlaur-Bernet is gelegen aan de D228. Er is een gemeentehuis, een school, een monument voor de gevallenen en een gasdepot in het dorp. De kerk, Notre-Dame-de-l'Assomption, stamt uit de 18de eeuw. De begraafplaats is ten oosten van het dorp.

## Geografie
De oppervlakte van Monlaur-Bernet bedraagt 12,6 km², de bevolkingsdichtheid is 13,4 inwoners per km².
De onderstaande kaart toont de ligging van Monlaur-Bernet met de belangrijkste infrastructuur en aangrenzende gemeenten.

## Demografie
Onderstaande figuur toont het verloop van het inwonertal (bron: INSEE-tellingen).